# 樽沢トンネル

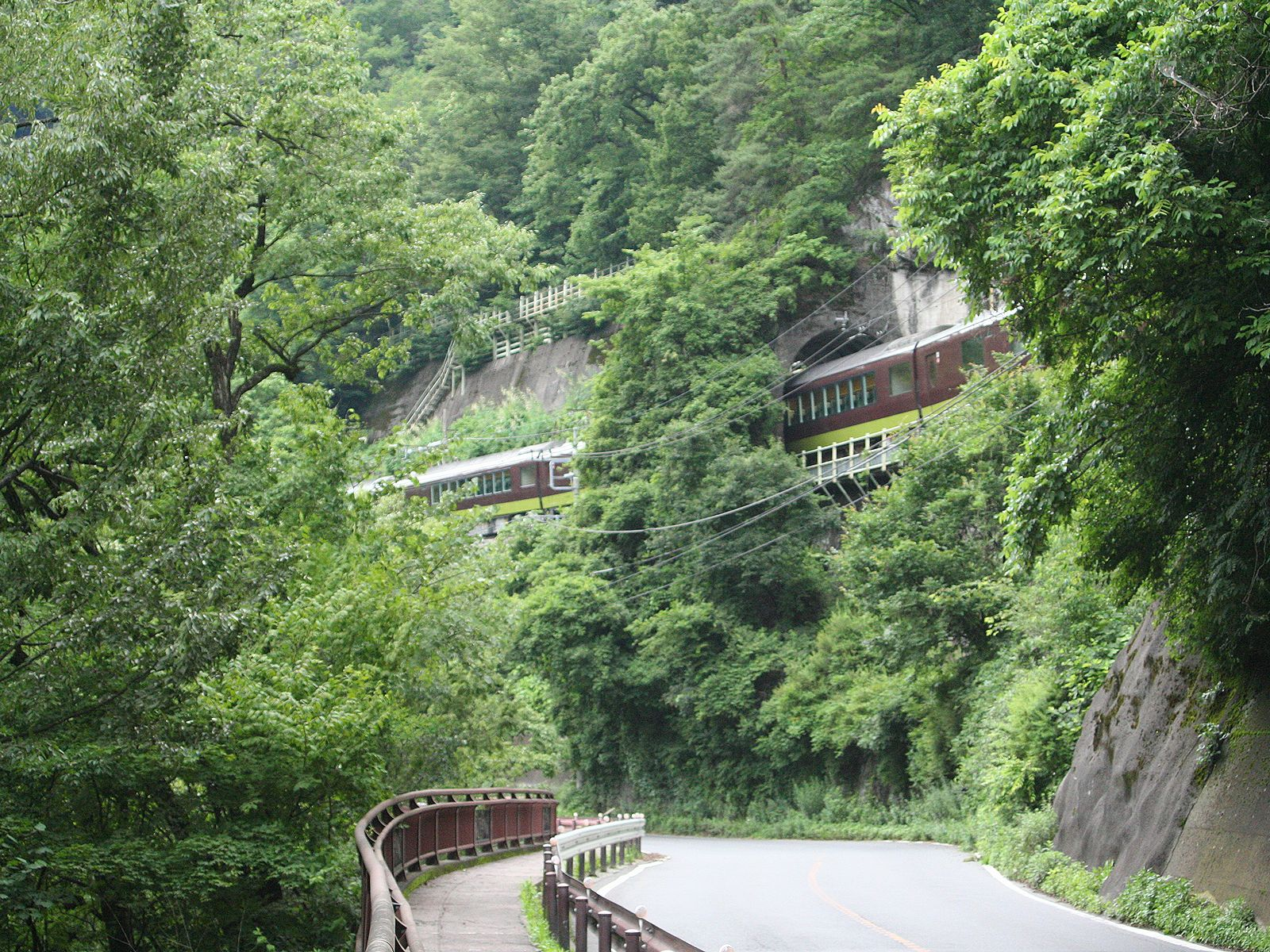
樽沢トンネルを通過する「リゾートやまどり」（2011年7月）

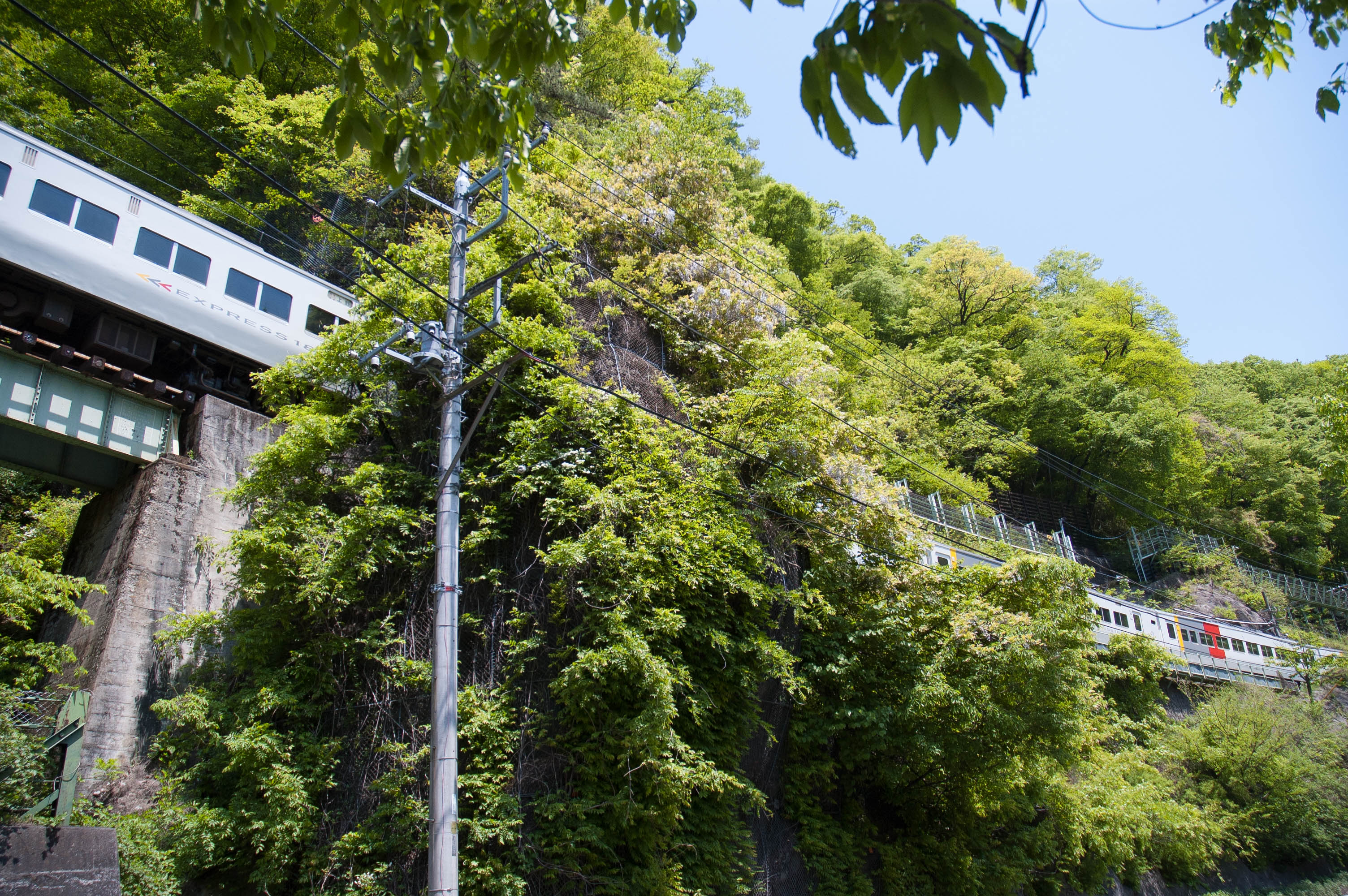
樽沢隧道を通過する列車

樽沢トンネル（たるさわトンネル）は、東日本旅客鉄道（JR東日本）吾妻線の岩島駅 - 川原湯温泉駅間の旧線上に存在するトンネルである。山の出っ張りを掘り抜いたもので、全長7.2 mの日本一短い鉄道トンネルとされていた。トンネルを含む廃線跡は、2020年（令和2年）7月中旬より「吾妻峡レールバイクアガッタン」のコースとして、足漕ぎ式トロッコが通過するアトラクション施設として利用されている。
群馬県吾妻郡東吾妻町の吾妻渓谷と並行した位置にある。

## 歴史
戦時中の突貫工事により作られたトンネルであり、1946年（昭和21年）の長野原線（当時）開通時にトンネルも完成。通常この程度の長さの岩場ならば、切り崩すか切り通しとすることが多いが、この岩場ではトンネルが造られた。上毛新聞がJR東日本高崎支社へ行った取材によると、トンネルにした理由として岩盤が固かったためくり抜いたという説や、トンネルの上に立つ一本松の景観が素晴らしかったので残したなどの諸説があるが、いずれも定かではないという。
八ッ場ダムの建設に伴い、吾妻線の岩島駅 - 長野原草津口駅間のうち水没する予定の区間を含む約10.4 kmが付け替えられた。切換工事に伴い、2014年9月24日をもって旧線での営業運転を終了し、10月1日からは新ルートによる営業運転が開始された。旧線上の樽沢トンネルはダムサイトより下流にあるため水没を免れるものの、付け替えに伴い用途廃止となった。なお現行ルートの岩島駅 - 川原湯温泉駅間は、旧線より南側の山中を八ッ場トンネル（全長4,489 m）で通過しているため、車窓から樽沢トンネルを望むことはできない。
本トンネルの廃止後、JRで最も短い鉄道トンネルは西日本旅客鉄道（JR西日本）呉線の川尻トンネル（広島県呉市、全長8.7 m）となった。
2020年（令和2年）7月中旬より、樽沢トンネルを含む廃線跡の区間約1.6 kmを利用し、「吾妻峡レールバイクアガッタン」として足漕ぎ式のトロッコで走ることのできるアトラクションとして供用が開始された。その後ダム近辺まで延長され、往復約55分を要する。。

## アクセス
吾妻線岩島駅から国道145号（旧道）に沿って約4 km西に進んだところに位置する。ただし2014年11月18日より付近の国道は車両通行止めとなっており、トンネルまでの約1 kmは歩行者のみ通行可能となっている。このため、車両でアクセスする場合、対岸にある十二沢パーキングに車両を停め、徒歩で猿橋を渡ってアクセスするルートをとることになる。